# Ichthyophis larutensis
Ichthyophis larutensis é um anfíbio gimnofiono da família Ichthyophiidae presente na Malásia e na Tailândia.
Esta espécie é conhecida apenas por dois registos históricos do século XIX e um mais recente, mas que é só de um indivíduo e por isso pouco se sabe sobre esta espécie.